# Elton John & Band Live
Elton John & Band Live – koncertowy album brytyjskiego pianisty i piosenkarza Eltona Johna wydany w 2009 roku. 
Trójpłytowy zestaw przedstawia kompletny zapis koncertu z Thomond Park w mieście Limerick w Irlandii, który odbył się 6 czerwca 2009 roku.

## Spis utworów
CD 1:
1. Funeral for a Friend / Love Lies Blinding
2. Saturday Night's Allright for Fighting
3. Burn Down the Mission
4. Goodbye Yellow Brick Road
5. Blues Never Fade Away
6. Daniel
7. Honky Cat
8. I Want Love
9. Rocket Man
10. Sad Songs
11. Take Me To the Pilot
12. Sorry Seems To Be The Hardest Word
13. Tiny Dancer

CD 2:
1. Sacrifice
2. Don't let the Sun go Down on Me
3. All the Young Girls Love Alice
4. Candle In The Wind
5. Skyline Pigeon
6. Are You Ready for Love
7. Bennie and the Jets
8. Bitch is Back
9. Crocodile Rock
10. I’m Still Standing
11. Your Song

CD 3 
zawiera ponad 20 profesjonalnych zdjęć zrobionych w czasie koncertu, a także za kulisami.